# Austrheithrus ronewa
Austrheithrus ronewa är en nattsländeart som beskrevs av Mosely in Mosely och Douglas E. Kimmins 1953. Austrheithrus ronewa ingår i släktet Austrheithrus och familjen Philorheithridae. Inga underarter finns listade i Catalogue of Life.